# Leichtathletik-Weltmeisterschaften 2013/Teilnehmer (Algerien)
| Gelbes Symbol für Goldmedaillen mit stilisierten Olympischen Ringen | Graues Symbol für Silbermedaillen mit stilisierten Olympischen Ringen | Braundes Symbol für Bronzemedaillen mit stilisierten Olympischen Ringen |
| ------------------------------------------------------------------- | --------------------------------------------------------------------- | ----------------------------------------------------------------------- |
| —                                                                   | —                                                                     | —                                                                       |

Der Leichtathletik-Verband Algeriens stellte drei Teilnehmerinnen und acht Teilnehmer bei den Leichtathletik-Weltmeisterschaften 2013 in der russischen Hauptstadt Moskau.

## Ergebnisse

### Männer

#### Laufdisziplinen
| Athlet             | Disziplin        | Vorlauf     | Vorlauf | Halbfinale         | Halbfinale         | Finale             | Finale             |
| Athlet             | Disziplin        | Zeit        | Platz   | Zeit               | Platz              | Zeit               | Platz              |
| ------------------ | ---------------- | ----------- | ------- | ------------------ | ------------------ | ------------------ | ------------------ |
| Amine Belferar     | 800 m            | 1:47,17 min | 24      | nicht qualifiziert | nicht qualifiziert | nicht qualifiziert | nicht qualifiziert |
| Imed Touil         | 1500 m           | DNS         | DNS     | ausgeschieden      | ausgeschieden      | ausgeschieden      | ausgeschieden      |
| Othmane Hadj Lazib | 110 m Hürden     | 14,51 s     | 30      | nicht qualifiziert | nicht qualifiziert | nicht qualifiziert | nicht qualifiziert |
| Miloud Rahmani     | 400 m Hürden     | 50,79 s     | 30      | nicht qualifiziert | nicht qualifiziert | nicht qualifiziert | nicht qualifiziert |
| Hicham Bouchicha   | 3000 m Hindernis | 8:28,56 min | 20      |                    |                    | nicht qualifiziert | nicht qualifiziert |
| Abdelmadjed Touil  | 3000 m Hindernis | 8:25,89 min | 17      |                    |                    | nicht qualifiziert | nicht qualifiziert |
| Abdelhamid Zerrifi | 3000 m Hindernis | DSQ         | DSQ     |                    |                    | nicht qualifiziert | nicht qualifiziert |
| Tayeb Filali       | Marathon         |             |         |                    |                    | DNF                | DNF                |

### Frauen

#### Laufdisziplinen
| Athletin       | Disziplin        | Vorlauf     | Vorlauf | Halbfinale | Halbfinale | Finale             | Finale             |
| Athletin       | Disziplin        | Zeit        | Platz   | Zeit       | Platz      | Zeit               | Platz              |
| -------------- | ---------------- | ----------- | ------- | ---------- | ---------- | ------------------ | ------------------ |
| Amina Bettiche | 3000 m Hindernis | 9:45,50 min | 17      |            |            | nicht qualifiziert | nicht qualifiziert |

#### Sprung/Wurf
| Athletin     | Disziplin  | Qualifikation | Qualifikation | Finale             | Finale             |
| Athletin     | Disziplin  | Weite         | Platz         | Weite              | Platz              |
| ------------ | ---------- | ------------- | ------------- | ------------------ | ------------------ |
| Baya Rahouli | Dreisprung | 13,41 m       | 17            | nicht qualifiziert | nicht qualifiziert |

#### Siebenkampf
| Athletin       | Disziplin | 100 m Hürden | Hochsprung | Kugelstoßen | 200 m      | Weitsprung | Speerwurf | 800 m          | Punkte  | Platz |
| -------------- | --------- | ------------ | ---------- | ----------- | ---------- | ---------- | --------- | -------------- | ------- | ----- |
| Yasmina Omrani | Ergebnis  | 13,57 s PB   | 1,77 m SB  | 13,32 m     | 24,75 s SB | 5,82 m     | 39,26 m   | 2:14,81 min SB | 5983 PB | 19    |
| Yasmina Omrani | Punkte    | 1040         | 941        | 749         | 910        | 795        | 653       | 895            | 5983 PB | 19    |